# マナティ郡 (フロリダ州)
マナティ郡（英: Manatee County）は、アメリカ合衆国フロリダ州のフロリダ半島メキシコ湾岸に位置する郡である。人口は39万9710人（2020年）。
郡庁所在地はブレイデントンであり、同郡で人口最大の都市である。
マナティ郡はノースポート・ブレイデントン・サラソータ大都市圏に属しており、また南のサラソータ郡や北の数郡とともにタンパ湾地域に属すと見なされることも多い。

## 歴史
マナティ郡となった地域には数千年前からインディアンが住んでいた。
マナティ川南側河口は1539年頃にエルナンド・デ・ソトが上陸した可能性のある場所であり、アメリカ合衆国国立公園局の管理するデソト国立保護区になっている。
マナティ郡は1855年に設立された。
郡名はフロリダ・マナティから採られた。
マナティは絶滅が危惧され、フロリダ州の公式哺乳類に指定されている。
毎年1月に、マナティ郡祭が催事広場で開催されている。

## 地理
アメリカ合衆国国勢調査局に拠れば、郡域全面積は2312.2 km2であり、このうち陸地1919.3 km2、水域は393.0 km2で水域率は16.99%である。

### 隣接する郡
- ヒルズボロ郡 - 北（ヒルズボロ郡の細い帯状地がメキシコ湾まで伸びており、その北にあるピネラス郡とを分けている）
- ポーク郡 - 北東隅
- ハーディ郡 - 東
- デソト郡 - 南東
- サラソータ郡 - 南

### 保護地域

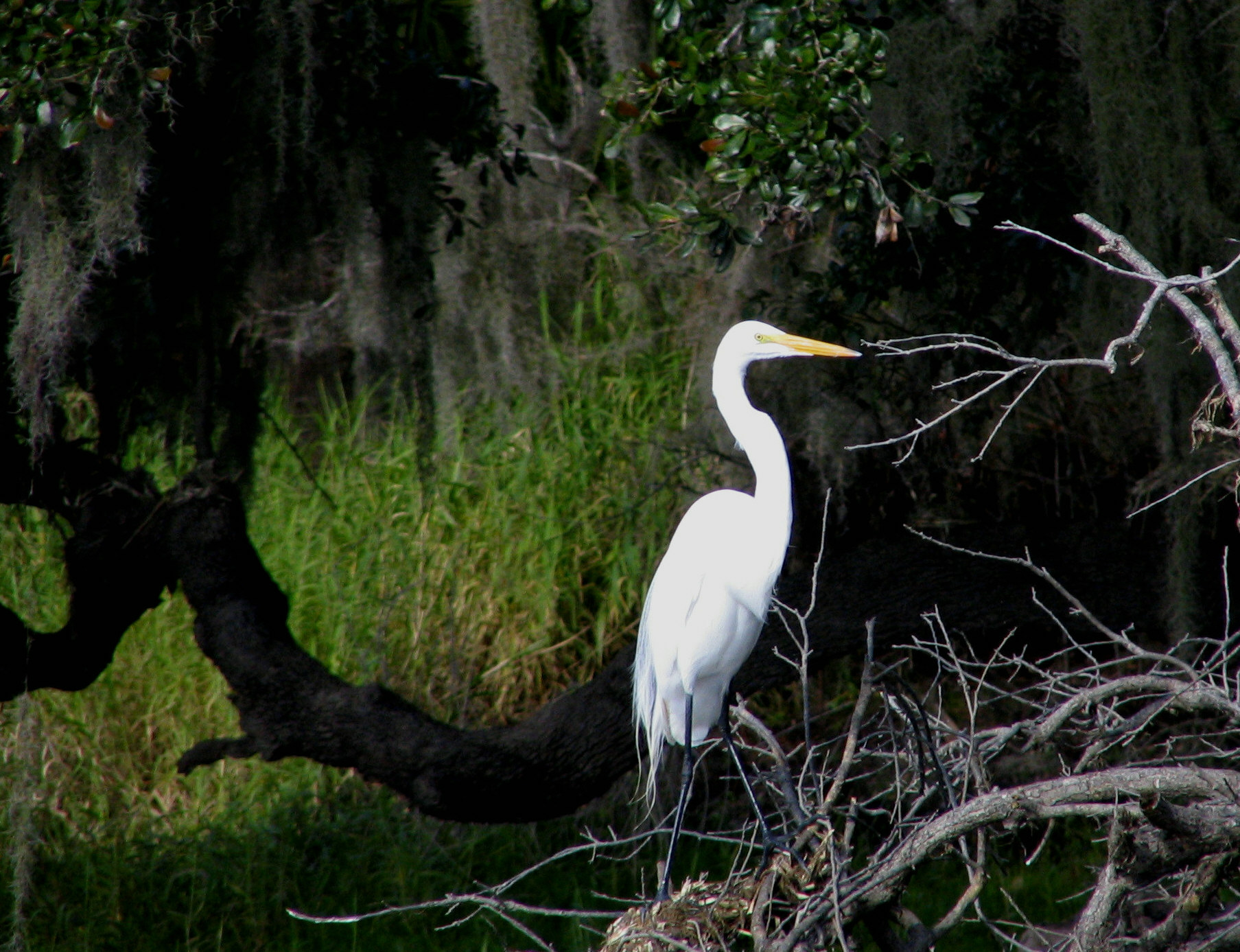
マイアッカ川州立公園のダイサギ

- デソト国立保護区
- パッセージキー国立野生生物保護区
- マナティ湖州立公園
- マイアッカ川州立公園

## 人口動態
以下は2000年国勢調査による人口統計データである。
| 基礎データ - 人口: 26万4002人 - 世帯数: 11万2460 世帯 - 家族数: 7万3773 家族 - 人口密度: 138人/km2（356人/mi2） - 住居数: 13万8128軒 - 住居密度: 72軒/km2（186軒/mi2） 人種別人口構成 - 白人: 86.36% - アフリカン・アメリカン: 8.19% - ネイティブ・アメリカン: 0.28% - アジア人: 0.90% - 太平洋諸島系: 0.05% - その他の人種: 2.84% - 混血: 1.39% - ヒスパニック・ラテン系: 9.30% 年齢別人口構成 - 18歳未満: 20.7% - 18-24歳: 6.5% - 25-44歳: 24.6% - 45-64歳: 23.3% - 65歳以上: 24.9% - 年齢の中央値: 44歳 - 性比（女性100人あたり男性の人口） - 総人口: 93.5 - 18歳以上: 90.5 | 世帯と家族（対世帯数） - 18歳未満の子供がいる: 23.0% - 結婚・同居している夫婦: 52.7% - 未婚・離婚・死別女性が世帯主: 9.4% - 非家族世帯: 34.4% - 単身世帯: 28.4% - 65歳以上の老人1人暮らし: 15.0% - 平均構成人数 - 世帯: 2.29人 - 家族: 2.78人 収入と家計 - 収入の中央値 - 世帯: 3万8673米ドル - 家族: 4万6576米ドル - 性別 - 男性: 3万1607米ドル - 女性: 2万5007米ドル - 人口1人あたり収入: 2万2388米ドル - 貧困線以下 - 対人口: 10.1% - 対家族数: 7.1% - 18歳未満: 15.3% - 65歳以上: 6.2% |

## 経済
小売りチェーン店のベルズ・オブ・フロリダが郡内未編入領域に本社を置いている。

## 都市と町

マナティ郡の法人化都市、番号は左のリストに対応

### 法人化自治体
- 市

1. アンナ・マリア市（英語版）
2. ブレイデントン市 - 郡庁所在地
3. ブレイデントン・ビーチ市（英語版）
4. ホームズビーチ市（英語版）
5. パルメット市（英語版）

- 町

1. ロングボートキー町（英語版）

### 国勢調査指定地域
| - ベイショアガーデンズ - コルテス - エレントン | - メンフィス - サモセット - サウスブレイデントン | - ウェストラデントン - ウェストサモセット - ウィットフィールド |

### 未編入の町
| - デュエット - ビレッジオブジアーツ - マイアッカシティ - オネコ - パリッシュ - テラシーア - ジレット - パームビュー - メンフィスハイツ - パームソラ | - マナビスタ - フォートハマー - ラトランド - マンハッタン - オークノール - ウォーターベリー - バーナ - オールドマイアッカ - マーシュアイランド - スニードアイランド | - ラトルスネークキー - ライ - エルウッドパーク - ウォードレイク - シーダーハンモック - ウィロウ - フォックスリー - レイクマナティ - タラ - レイクウッドランチ |

## 関連作品
- Manatee Lyric Overture(序曲)：1985年にRobert Sheldonが郡民会館の開館を祝って作曲した吹奏楽曲。

### 政府関連
- Manatee County Board of County Commissioners official website
- Manatee County Supervisor of Elections
- Manatee County Property Appraiser
- Manatee County Sheriff's Office
- Manatee County Tax Collector
- Manatee County Search & Rescue

### 特殊地区
- Manatee County Public Schools
- Southwest Florida Water Management District
- Port Authority of Manatee County, Florida

### 司法関連
- Manatee County Clerk of Courts
- Office of the State Attorney, 12th Judicial Circuit of Florida serving DeSoto, Manatee, and Sarasota counties
- Circuit and County Court for the 12th Judicial Circuit of Florida

### 観光
- Manatee Chamber of Commerce
- Florida Gulf Islands Bradenton Area Convention and Visitors Bureau
- Village of the Arts

座標: 北緯27度29分 西経82度22分 / 北緯27.48度 西経82.36度